# Референтні групи
Референтні групи — соціальні групи, які є прямими (у разі безпосереднього спілкування) або непрямими об'єктами для порівняння, чи зразками для наслідування в процесі формування поглядів чи поведінки окремої людини.

## Класифікація груп
По виконуваних функціях розрізняють нормативні та порівняльні референтні групи, за фактом членства в групі — групи присутності і ідеальні, відповідно із згодою або запереченням індивідом норм і цінностей групи — позитивні і негативні референтні групи.
Нормативна референтна група виступає джерелом норм, що регулюють поведінку індивіда, орієнтиром по ряду значущих для нього проблем. В свою чергу, порівняльна референтна група є для індивіда еталоном в оцінках себе і оточуючих. Одна і та ж референтна група може виступати і як нормативна, і як порівняльна.
Група присутності — це референтна група, членом якої є індивід. Ідеальна референтна група — це група, на думку якої індивід орієнтується у своїй поведінці, в оцінках важливих для нього подій, в суб'єктивних відносинах до інших людей, але до складу якої він з яких-небудь причин не входить. Така група буває для нього особливо привабливою. Ідеальна референтна група може бути як реально існуючою в соціальному середовищі, так і вигаданою (в цьому випадку еталоном суб'єктивних оцінок, життєвих ідеалів індивіда виступають літературні герої, історичні діячі далекого минулого і ін.).
Якщо соціальні норми і ціннісні орієнтації позитивної референтної групи повністю відповідають уявленням про норми і цінності індивіда, то система цінностей негативної референтної групи при такій же мірі значущості та важливості оцінок і думки цієї групи для індивіда чужа і протилежна його цінностям. Тому в своїй поведінці він намагається отримати негативну оцінку, «несхвалення» своїх вчинків і позиції з боку цієї групи.
У соціології та соціальній психології поняття «референтна група» використовується в основному для пояснення соціально-психологічних механізмів, що беруть участь у формуванні в індивідуальній свідомості установок ціннісно-нормативної регуляції особистості. В цьому плані воно становить інтерес для соціологічних досліджень, пов'язаних з вивченням ефективності педагогічних і пропагандистських впливів, так як уміння знаходити і виділяти референтні групи істотно спрощує роботу з вивчення спрямованості особистості та пошук шляхів цілеспрямованого впливу на її формування.